# Unit 13
Unit 13 ist ein Third-Person-Shooter von Zipper Interactive für die mobile Konsole PlayStation Vita. Es kam im März 2012, kurz nach dem europäischen und amerikanischen Marktstart der Vita, auf den Markt und war zugleich das letzte Spiel des Entwicklerstudios vor seiner Schließung im selben Monat.

## Handlung
Der Spieler unterstützt im Spiel als Mitglied der NATO-Sondereinheit Unit 13, benannt nach der 13. Tarotkarte „Der Tod“, den Kampf gegen den internationalen Terrorismus.

## Spielprinzip
Das Spiel ist bei einer durchgängigen Handlung in 50 einzeln auswählbare Missionen untergliedert. Diese unterteilen sich in vier unterschiedliche Spielvarianten: Gegenschlag, Tarnung, Deadline und Elite. Während Gegenschlag vergleichsweise vielfältige Missionsziele beinhaltet, erfordert Deadline die Erledigung der Mission innerhalb eines bestimmten Zeitraums. Bei Tarnung darf der Feind keinen Alarm auslösen. Elite zeichnet sich durch das Fehlen von Kontrollpunkten und eine begrenzte Regenerationsmöglichkeit aus.
Der Spieler wählt seine Figur für jede Mission aus sechs unterschiedlichen Spielklassen (Kommandosoldat, Techniker, Späher, Schütze, Infiltrator, Scharfschütze). Die Klassen unterscheiden sich in ihren Statistikwerten für Gesundheit, Regeneration, Geschwindigkeit, Tarnung und Munitionskapazität. Sie sind unterschiedlich bewaffnet und besitzen daneben außerdem individuelle Sonderfertigkeiten. Durch das Spielen erhält man Erfahrungspunkte, durch die die Klassen weiter verbessert werden können.
Die Dauer der Missionen beträgt zwischen zehn und 30 Minuten, deren Durchführung am Ende in Form von bis zu fünf Sternen bewertet wird. Erlangt man eine Wertung von drei Sternen oder besser, schaltet man damit für jede Missionskarte die dynamische Variante frei. In dieser Variante werden die Missionsziele für diese Karte zufällig ausgewählt.
Neben der Hauptkampagne gibt es die Möglichkeit für kooperative Onlinegefechte, die einen für den Erstkäufer kostenlose Network Pass erfordern. Weitere Herausforderung wurde in Form von sich ändernden Tageszielen gestellt.

## Rezeption
Das Spiel erhielt gemischte Kritiken (Metacritic: 71 %).

„Trotz schwacher Präsentation bietet Unit 13 spannende Infiltrations-Missionen und einen starken Koop-Modus.“

“This isn't SOCOM Vita. The storytelling is abysmal and the online is underdeveloped, but Unit 13 still manages to be a solid military shooter with an arcade edge.”

„Das ist nicht SOCOM Vita. Die Story ist miserabel und der Online-Modus unterentwickelt, aber Unit 13 ist trotzdem ein solider Militär-Shooter mit Arcade-Einschlag.“

“Unit 13 doesn't have flashy visuals or an in-depth campaign, but it does have good controls and plenty to do. I think the AI could use a tune-up and the visuals some polish, but if you're looking for a game to sink bullet after bullet into, Unit 13 will keep you entertained.”

„Unit 13 hat keine auffällige Grafik oder tiefgründige Kampagne, aber es hat eine gute Steuerung und es gibt viel zu tun. Meiner Meinung nach könnte die KI eine Auffrischung und die Grafik Feinschliff vertragen, aber wenn man nach einem Spiel sucht, in dem man eine Kugel nach der anderen versenken kann, wird einen Unit 13 gut unterhalten.“

Unit 13 wurde rückblickend als Zipper Interactives letzte Chance für einen erfolgreichen Titel angesehen, nachdem das Studio in der gesamten PlayStation-3-Ära nicht an die Erfolge seiner SOCOM-Titel für die PlayStation 2 anknüpfen konnte, das für Sony seinerzeit eines der wichtigsten Franchises war. Die Verkaufszahlen von Unit 13 wurden niedrig eingeschätzt, ohne dass Sony irgendwelche Verkaufszahlen bekannt gegeben hätte, und damit als ein Grund für die Schließung angenommen.

## Website
- Unit 13 bei MobyGames (englisch)